# Галінакопф
Галінакопф (нім. Galinakopf) — гора в Ліхтенштейні, висотою — 2 198 м. Ця гора належить до гірського масиву Ретікон в Східних Альпах, поблизу австійсько-ліхтенштейнського пограниччя.
Гора розташована в східній частині Ліхтенштейну. На південний схід від столиці країни — Вадуца, в її підніжжі розкинулася комуна-община Бальцерс, а саме в її східному анклаві, поблизу кордону з Австрією.